# ران کلارک
پیشینه ورزشیاطلاعات شخصیملیتاسترالیازاده۲۱ فوریهٔ ۱۹۳۷
ملبورندرگذشته۱۷ ژوئن ۲۰۱۵
گلد کوستقد۱۸۳ سانتیمتر (۶ فوت ۰ اینچ)وزن۷۲ کیلوگرمورزشدو و میدانیرویداد(ها)۵۰۰۰, ۱۰٬۰۰۰ متر، ماراتنباشگاهGlenhuntly Athletics Clubدستاوردها و عنوان‌هابهترین(های) فردی۵۰۰۰ متر – ۱۳:۱۶٫۶ (۱۹۶۶)
۱۰٬۰۰۰ متر – ۲۷:۳۹٫۸9 (1965)
ماراتن – ۲:۲۰:۲6 (1964)
|                         |                              |               |
| دو و میدانی مردان       |                              |               |
| به نمایندگی از استرالیا |                              |               |
| بازی‌های المپیک          |                              |               |
| مدال برنز – جایگاه سوم  | بازی‌های المپیک تابستانی ۱۹۶۴ | ۱۰٬۰۰۰ متر    |
| بازی‌های کشورهای همسود   |                              |               |
| مدال نقره – جایگاه دوم  | 1962 Perth                   | 3 miles       |
| مدال نقره – جایگاه دوم  | 1966 Kingston                | 3 miles       |
| مدال نقره – جایگاه دوم  | 1966 Kingston                | 6 miles       |
| مدال نقره – جایگاه دوم  | 1970 Edinburgh               | 10,000 metres |

}}
ران کلارک (انگلیسی: Ron Clarke; ۲۱ فوریهٔ ۱۹۳۷ – ۱۷ ژوئن ۲۰۱۵) دونده اهل استرالیا بود.

وی در مسابقات کشوری و بین‌المللی در مجموع برندهٔ ۴ مدال نقره، ۱ مدال برنز شده‌است.